# Ernesto Herrera

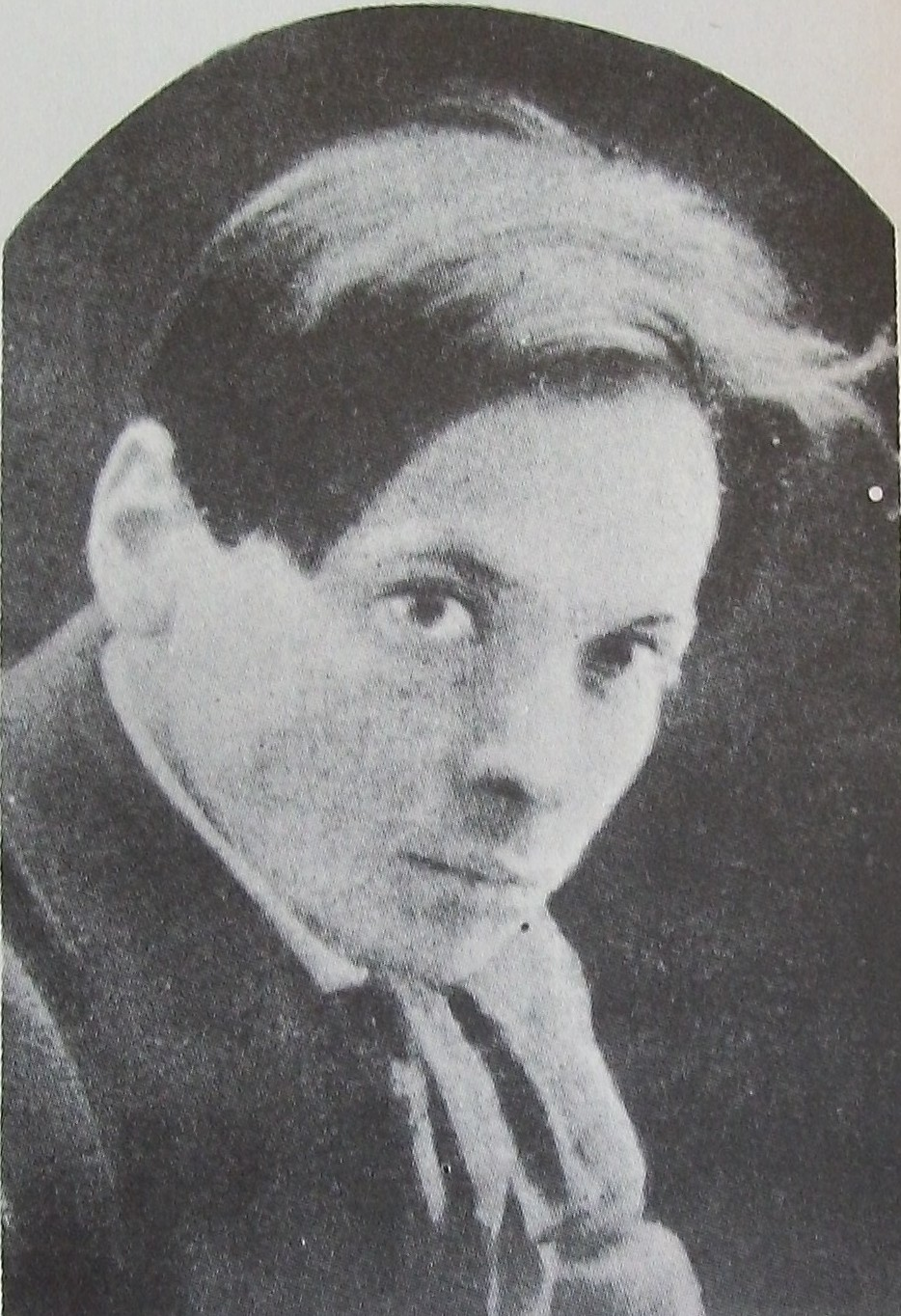
Ernesto Herrera

Ernesto Herrera (* 20. März 1889 (auch 1886 und 1887 werden teilweise als Geburtsjahr genannt) in Montevideo; † 19. Februar 1917 ebenda) war ein uruguayischer Dramatiker.

## Leben
Herreras, der auch als Nachfolger Florencio Sánchez’ gesehen wird, begann seine Schaffensphase 1910 mit dem Melodram Mala laya, welches an einem Tag für eine Entlohnung von 50 Pesos entstand. Während eines Europa-Aufenthaltes schrieb er in Madrid El estanque. Im Alter von 22 Jahren schuf er dann das im Rahmen der uruguayischen Literatur bedeutende Drama El león ciego. Kurz vor seinem Tod kehrte der zu Lebzeiten oftmals kränkelnde Herrera zurück nach Montevideo, wo bei ihm Tuberkulose im fortgeschrittenen Stadium diagnostiziert wurde. Er starb im Hospital Fermín Ferreira seiner Geburtsstadt. Sein Lebenswerk erschien erst 50 Jahre nach seinem Tod.

## Werke
- Mala laya (1910)
- El estanque (1910)
- El león ciego (1911)
- El Pan nuestro (1912)
- Teatro Uruguayo (1917)
- La moral de misia Paca (1922)